# 帕魯羅省
帕魯羅省（西班牙語：Provincia de Paruro），是秘魯的省份，位於該國南部庫斯科大區，首府是帕魯羅，面積1,984平方公里，海拔高度3,057米，2005年人口32,244，人口密度每平方公里16人。
13°45′48″S 71°50′58″W / 13.76333°S 71.84944°W